# تشارلز دافي
تشارلز دافي (24 أكتوبر 1869 - 10 سبتمبر 1931) (بالإنجليزية: Charles Davy)‏ هو لاعب كريكت بريطاني وبريطاني (وحمل سابقاً جنسية المملكة المتحدة لبريطانيا العظمى وأيرلندا).

## وصلات خارجية
- تشارلز دافي على موقع إي آس بي آن كريك إنفو (الإنجليزية)